# 4665 Muinonen
4665 Muinonen este un asteroid din centura principală, descoperit pe 15 octombrie 1985 de Edward Bowell.